# Fraioli
Fraioli is een plaats (frazione) in de Italiaanse gemeente Rocca d'Arce.